# ورم وعائي شعيري رئوي
الورم الوعائي الشعيري الرئوي (PCH) هو مرض يصيب الأوعية الدموية في الرئتين، حيث يؤدي التكاثر غير الطبيعي للشعيرات الدموية والسمك الداخلي الليفي الوريدي إلى زيادة تدريجية في مقاومة الأوعية الدموية. وهو سبب نادر لارتفاع ضغط الدم الرئوي، ويحدث في الغالب عند الشباب. جنبا إلى جنب مع مرض انسداد الوريد الرئوي، يشتمل PCH على أسباب المجموعة الأولى لمنظمة الصحة العالمية لارتفاع ضغط الدم الرئوي. في الواقع، هناك بعض الأدلة التي تشير إلى أن PCH ومرض انسداد الوريد الرئوي شكلان مختلفان لعملية مرض مماثلة.

## تجلي المرض
هذه ليست محددة. وتشمل الأعراض النمطيةضيق التنفس، السعال، آلام في الصدر والتعب.

## علم الوراثة
يبدو أن بعض الحالات على الأقل ناتجة عن طفرات في جين عامل بدء الترجمة حقيقية النواة

## التشخيص
خزعة الرئة ضرورية لإجراء هذا التشخيص. قد يكون هذا صعبا إذا كان الضغط الرئوي مرتفعا.

## الاستقصاءات
قد تظهر الأشعة السينية الصدرية تضخم القلب والآفات غير المنتظمة غير المحددة في حقول الرئة.
يظهر الصدر المقطعي عادة انتشارا واسعا عقيدات كروية مئوية غير محددة جيدا من تعتيم الزجاج الأرضي. هذا هو العثور على غير محدد ويمكن أن ينظر إليه في عدد من الأمراض الرئوية.
يظهر تصوير الأوعية الرئوية CT عادة تضخم الشريان الرئوي الرئيسي.
عند قياسه بواسطةتخطيط صدى القلبأوتصوير الأوعية الرئوية، عادة ما يكون ضغط الشريان الرئوي مرتفعا.

### التشخيص التفريقي
داء الانسداد الوريدي الرئوي

## الجمعيات
وقد تم الإبلاغ عن هذه الحالة في المرضى الذين يعانون من متلازمة إهلرز دانلوس، متلازمة كريست ومتلازمة سيميتار.

## العلاج
العلاج النهائي الوحيد لهذه الحالة حاليا هو زرع الرئة.
متوسط البقاء على قيد الحياة دون علاج هو 3 سنوات.
قد يكون إيماتينب  من الاستخدام.
لا يبدو أن إيبوروستينول للاستخدام.

## علم الأوبئة
ويقدر انتشار هذا المرض بنحو < مليون نسمة. العمر المعتاد في العرض هو بين 20 و 40 ولكن تم الإبلاغ عنه في حديثي الولادة.

## التاريخ
تم وصف هذا الشرط لأول مرة في عام 1978.

## الحيوانات
وقد تم الإبلاغ عن هذه الحالة في القطط. والكلاب.